# Ilir Beqaj
Ilir Beqaj, né le 18 février 1968 à Tirana, est un homme politique albanais membre du Parti socialiste d'Albanie (PSSh).

## Biographie

### Jeunesse et formation
En 1990, il obtient un diplôme en technologies de l'information à l'université de Tirana et commence à travailler comme expert dans ce domaine à la Banque d'Albanie. Muté en 1993 à l'Unité d'information fiscale, il rejoint l'année suivante la Sécurité sociale. Il en devient directeur général en 2003, un poste qu'il abandonne en 2006.

### Débuts et ascension en politique
Il adhère en 2007 au PSSh et se fait élire deux ans plus tard député de la préfecture de Shkodër à l'Assemblée d'Albanie. En 2013, il est réélu dans la préfecture de Durrës.

### Ministre de la Santé
À la suite des élections législatives du 23 juin 2013, remportées par le centre-gauche, il est nommé le 15 septembre suivant ministre de la Santé dans le gouvernement du Premier ministre socialiste Edi Rama. Il est remplacé le 21 mars 2017 par Ogerta Manastirliu.